# Río Pieman
 El río Pieman es un importante río perenne situado en la región de la Costa Oeste de Tasmania, Australia. 

## Curso y características
Formado por la confluencia del río Mackintosh y el río Murchison, el río Pieman nace en lo que hoy se conoce como el lago Rosebury, un lago artificial formado por la presa de Bastyan. El río fluye en general hacia el oeste y el noroeste y luego hacia el oeste nuevamente, unido por 21 afluentes, entre los que se encuentran los ríos Mackintosh, Murchison, Marionoak, Ring, Wilson, Stitt, Huskisson, Stanley, Heemskirk, Paradise, Owen Meredith, Savage, Whyte y Donaldson, antes de desembocar en la bahía de Hardwicke y alcanzar su desembocadura en el Océano Índico. El río desciende 191 metros sobre su curso de 100 kilómetros. 
El río es retenido en Bastyan por la presa de Bastyan (y la central hidroeléctrica adyacente para formar el lago Rosebury; y en Reece por la presa de Reece (y la central hidroeléctrica adyacente para formar el lago Pieman). Tanto el embalse como las centrales eléctricas forman parte de la explotación hidroeléctrica del río Pieman, gestionada por Hydro Tasmania. La construcción del plan de desarrollo energético también alteró el trazado del ferrocarril de la Bahía de Emu, y sumergió varios sitios del patrimonio ferroviario en las cercanías del río, en particular partes de la línea de ferrocarril Wee Georgie Wood o del tranvía North Farrell.
El río tiene un importante patrimonio maderero, minero e industrial a lo largo de sus orillas. 

## Etimología
Los aborígenes de Tasmania conocían el río como Corinna, que es la palabra en peerapper para el tilacino

## Mapas
"Mapa de desarrollo de la energía del río Pieman". Mapa turístico en la base ortofotográfica, mostrando los desarrollos de energía, para el área Corinna-Lake Mackintosh-Trial Harbour. Incluye centrales eléctricas, instalaciones turísticas y notas históricas" (material cartográfico, reproducción). Sección de estudios topográficos. 1:60 000. Tasmania: Comisión Hidroeléctrica. 1982. § E 145°05'--E 145°46'/S 41°37'--S 42°00'.